# Zephyranthes nelsonii
Zephyranthes nelsonii är en amaryllisväxtart som beskrevs av Jesse More Greenman. Zephyranthes nelsonii ingår i släktet Zephyranthes och familjen amaryllisväxter. Inga underarter finns listade i Catalogue of Life.